# P4 Radio Hele Norge
P4 Radio Hele Norge (kurz P4) ist Norwegens größter kommerzieller Radiosender mit 24 % Marktanteil, etwa einer Million täglicher Zuhörer und zwei Millionen pro Woche, weit mehr, als der zweitgrößte Privatsender Radio Norge erreicht. Das Unternehmen mit Sitz in Lillehammer gehört zur Nordic Entertainment Group, einer Ausgründung der Modern Times Group. Weitere Studios befinden sich in Oslo, Bergen, Tromsø und Kristiansand.
Gegründet wurde der Sender im Jahr 1993. Er sendet via FM, DAB und über das Internet.

## Radiokanäle und Programme
P4 sendet neben P4 Norge (via FM, DAB und Internet) noch folgende Internetkanäle:
- P4 Jukebox
- P4 Radio Retro
- P4 Hits
- P4 Ballade
- P4 Bandit
- P4 Julekanalen (Weihnachtskanal – 1. bis 31. Dezember)

Folgende Radioprogramme von P4 erreichten laut Gallup Umfrage 2009 folgende Reichweiten:
- P4s radiofrokost, 658.000 Zuhörer, 19,5 % Marktanteil
- Midt i trafikken, 581.000 Zuhörer, 23,7 % Marktanteil
- Ett-to-tre, 490.000 Zuhörer, 24,9 % Marktanteil
- Michael direkte, 389.000 Zuhörer, 22,7 % Marktanteil
- Taxi, 281.000 Zuhörer, 25,0 % Marktanteil
- Sytten tretti, 157.000 Zuhörer, 22,5 % Marktanteil
- Kveldsshowet, 137.000 Zuhörer, 19,4 % Marktanteil
- Barnas Beste, 119.000 Zuhörer, 29,7 % Marktanteil